# Jaime Rocha
Jaime Rocha Manrique (Lebu, 4 de noviembre de 1938-Concepción, 1 de octubre de 2012) fue un político y diplomático chileno. Fue alcalde de Cañete, tras la renuncia de Paulino Viveros Sagardia. Paralelamente, entre 1967 y 1971 obtuvo el cargo de regidor de Cañete.
Entre los años 2002 y 2006 se desempeñó como embajador de Chile en Panamá.

## Biografía

### Estudios
Realizó los estudios primarios en la Escuela Pública N.° 1 de Lebu y en la Escuela anexa del Liceo de Lebu, mientras que los secundarios los efectuó en el Internado Nacional Barros Arana (INBA).
Ingresó a la Facultad de Derecho de la Universidad de Chile, sin embargo concluyó sus estudios universitarios en la Universidad de Cuenca de Ecuador, donde recibió el título de abogado en 1963.

### Carrera política
Inició sus actividades políticas en 1954, al incorporarse a la Juventud Radical de Lebu. Como miembro de esta colectividad operó como delegado provincial de Arauco ante la Junta Nacional, asistiendo a la Convención de Chillán. En 1969, fue elegido alcalde de Cañete, tras la renuncia de Paulino Viveros Sagardia. Paralelamente, entre 1967 y 1971 obtuvo el cargo de regidor de Cañete. También, se desempeñó como vicepresidente de la Comisión Chilena de Derechos Humanos de Concepción, además de ser consejero del Colegio de Abogados de Concepción desde 1985 a 1988. En 1988, nombrado presidente del Colegio de Abogados de la Región del Biobío, ejerciendo por un año.
En diciembre de 1989 presentó su candidatura a diputado por la Región del Biobío, Distrito N.° 46 de Arauco, Cañete, Contulmo, Curanilahue, Lebu, Los Álamos, Lota y Tirúa. Resultó elegido para el período de 1990 a 1994, integrándose a las Comisiones de Obras Públicas, Transportes y Telecomunicaciones, de la cual es su presidente por dos años. Además, es miembro de las Comisiones de Minería y Energía.
En diciembre de 1993 fue reelecto para el siguiente período, de 1994 a 1998. Se incorporó a las Comisiones de Trabajo y Seguridad Social y de Economía, Fomento y Desarrollo. Además, pertenece a la Comisión Especial de Lozapenco y de EMPREMAR. Entre el 5 de marzo de 1997 hasta el 7 de octubre de ese año ejerció como segundo vicepresidente de la Corporación. Miembro del Grupo Interparlamentario Mundial.
En diciembre de 1997 fue nuevamente reelecto por su distrito para el período de 1998 a 2002. En su labor, integró las Comisiones de Minería y Energía, de Obras Públicas, Transportes y Telecomunicaciones.
Entre 2002 y 2006 fue embajador de Chile en Panamá.
Estuvo casado con Tomasa Maldonado hasta su fallecimiento, fue padre de tres hijos.

## Historia electoral

### Elecciones parlamentarias de 1989
- Elecciones parlamentarias de 1989, para el Distrito 46, Lota, Lebu, Arauco, Curanilahue, Los Álamos, Cañete, Contulmo y Tirúa[2]

| Candidato                 | Pacto                          | Partido | Votos  | %     | Resultado |
| ------------------------- | ------------------------------ | ------- | ------ | ----- | --------- |
| Claudio Huepe García      | Concertación por la Democracia | DC      | 34 647 | 35,93 | Diputado  |
| Jaime Rocha Manrique      | Concertación por la Democracia | PR      | 16 493 | 17,10 | Diputado  |
| Alejandro Fernández Galaz | Democracia y Progreso          | UDI     | 15 210 | 15,77 |           |
| Carlos Toro Sepúlveda     | Unidad para la Democracia      | PAIS    | 13 742 | 14,25 |           |
| Patricio Silva            | Democracia y Progreso          | ILB     | 9204   | 9,54  |           |
| Eric Jerez Paredes        | Independiente (Fuera de Pacto) | IND     | 7143   | 7,41  |           |

### Elecciones parlamentarias de 1993
- Elecciones parlamentarias de 1993, para el Distrito 46, Lota, Lebu, Arauco, Curanilahue, Los Álamos, Cañete, Contulmo y Tirúa[3]

| Candidato                 | Pacto                                | Partido | Votos  | %     | Resultado |
| ------------------------- | ------------------------------------ | ------- | ------ | ----- | --------- |
| Martita Worner Tapia      | Concertación por la Democracia       | PPD     | 39 059 | 41,45 | Diputada  |
| Iván Norambuena Farías    | Unión por el Progreso de Chile       | UDI     | 21 850 | 23,19 |           |
| Jaime Rocha Manrique      | Concertación por la Democracia       | PR      | 17 384 | 18,45 | Diputado  |
| Gorky Froilán Díaz Medina | Alternativa Democrática de Izquierda | PC      | 8254   | 8,76  |           |
| Aníbal Luco Garrido       | Unión por el Progreso de Chile       | UCC     | 3472   | 3,68  |           |
| Darío Román Carrasco      | Alternativa Democrática de Izquierda | MAPU    | 2275   | 2,41  |           |
| Bernardo Olave Garrido    | Independiente (Fuera de Pacto)       | IND     | 1944   | 2,06  |           |

### Elecciones parlamentarias de 1997
- Elecciones parlamentarias de 1997, para el Distrito 46, Lota, Lebu, Arauco, Curanilahue, Los Álamos, Cañete, Contulmo y Tirúa[4]

| Candidato                  | Pacto                          | Partido | Votos  | %     | Resultado |
| -------------------------- | ------------------------------ | ------- | ------ | ----- | --------- |
| Jaime Rocha Manrique       | Concertación por la Democracia | PRSD    | 23 661 | 30,76 | Diputado  |
| Ricardo Brodsky Baudet     | Concertación por la Democracia | PPD     | 15 047 | 19,56 |           |
| Víctor Hugo Tiznado Césped | La Izquierda                   | PC      | 13 955 | 18,14 |           |
| Haroldo Fossa Rojas        | Unión por Chile                | RN      | 11 409 | 14,83 | Diputado  |
| Alejandro Sáez Iglesias    | Unión por Chile                | UDI     | 10 298 | 13,39 |           |
| Claudio Medina Briones     | Partido Humanista              | PH      | 2558   | 3,33  |           |

### Elecciones parlamentarias de 2001
- Elecciones Parlamentarias de 2001 a Diputados por el distrito 44 (Concepción, San Pedro de la Paz y Chiguayante)[5]

| Candidato                 | Pacto                          | Partido | Votos  | %     | Resultado |
| ------------------------- | ------------------------------ | ------- | ------ | ----- | --------- |
| José Miguel Ortiz Novoa   | Concertación por la Democracia | PDC     | 52 037 | 35,25 | Diputado  |
| Andrés Egaña Respaldiza   | Alianza por Chile              | UDI     | 48 403 | 32,78 | Diputado  |
| Jaime Rocha Manrique      | Concertación por la Democracia | PRSD    | 23 597 | 15,88 |           |
| Andrea Ojeda Miranda      | Alianza por Chile              | RN      | 12 468 | 8,44  |           |
| Gorky Díaz Medina         | Partido Comunista              | PC      | 5847   | 3,96  |           |
| Rita Rodríguez Jara       | Partido Comunista              | PC      | 4242   | 2,87  |           |
| Héctor Luis Cerón Polanco | Partido Liberal                | PL      | 1049   | 0,71  |           |